# Estação Fragoso
Fragoso é uma estação de trem do município de Magé, no Rio de Janeiro, e o antigo terminal da E.F. Barão de Mauá, a primeira estrada de ferro do Brasil. Foi reformada em 2014, com a instalação de banheiros, bilhetagem eletrônica e nova identidade visual.
- Commons

## História
Antiga terminal Fragoso, Inaugurado para ser o primeiro da linha E.F. Mauá, provavelmente foi desativada a bastante tempo, pois não aparece em guias da época, atualmente funciona somente com uma parada, não sabemos se é o prédio original.